# Barda del Medio
Barda del Medio es una localidad argentina ubicada al noroeste de la provincia de Río Negro, en el departamento General Roca, al norte de la Patagonia. Pertenece al municipio de Contralmirante Cordero. Conocida también como La Ciudad que no fue o El pueblo del Dique, en sus orígenes comenzó como un campamento obrero a la vera del río Neuquén que albergaba a los trabajadores y sus familias en torno a la construcción del Dique Ingeniero Ballester.
Hay una película, El Mundial que nunca fue, basada en un cuento de Osvaldo Soriano, que cuenta que en Barda del Medio se jugó el Mundial de fútbol de 1942, suspendido por la guerra. Para esto, armaron equipos con los obreros, extranjeros, que trabajaban en el dique.

## Ubicación
Se ubica sobre la margen izquierda del Río Neuquén, frente a la localidad neuquina de Vista Alegre. A pocos metros de su casco urbano, se ubica el Dique Ballester y la Isla de Manzano. Debido a que el brazo de río que separa la isla del territorio rionegrino se secó, ésta perdió su condición de isla y es ahora reclamada por Río Negro.
Se accede desde Cipolletti, a 28 km por la RN 151 y desde Neuquén por la RP 7.

## Población
Contó con 1,651 habitantes (Indec, 2010), lo que representó un incremento del 33% frente a los 1,234 habitantes (Indec, 2001) del censo anterior.
El censo 2022 registró una población de 1627 habitantes que se repartieron entre 808 hombres y 819 mujeres. Sin embargo, las cifras obtenidas fueron estimativas solo teniendo en cuenta a la población en viviendas particulares; es decir, excluyendo del dato a la población institucional y las personas sin hogar. Gracias a este censo también fue posible conocer su densidad y tamaño urbano.
| Gráfica de evolución demográfica de Barda del Medio entre 1991 y 2022 |
|                                                                       |
| Fuente: Censos nacionales del INDEC                                   |

## Historia

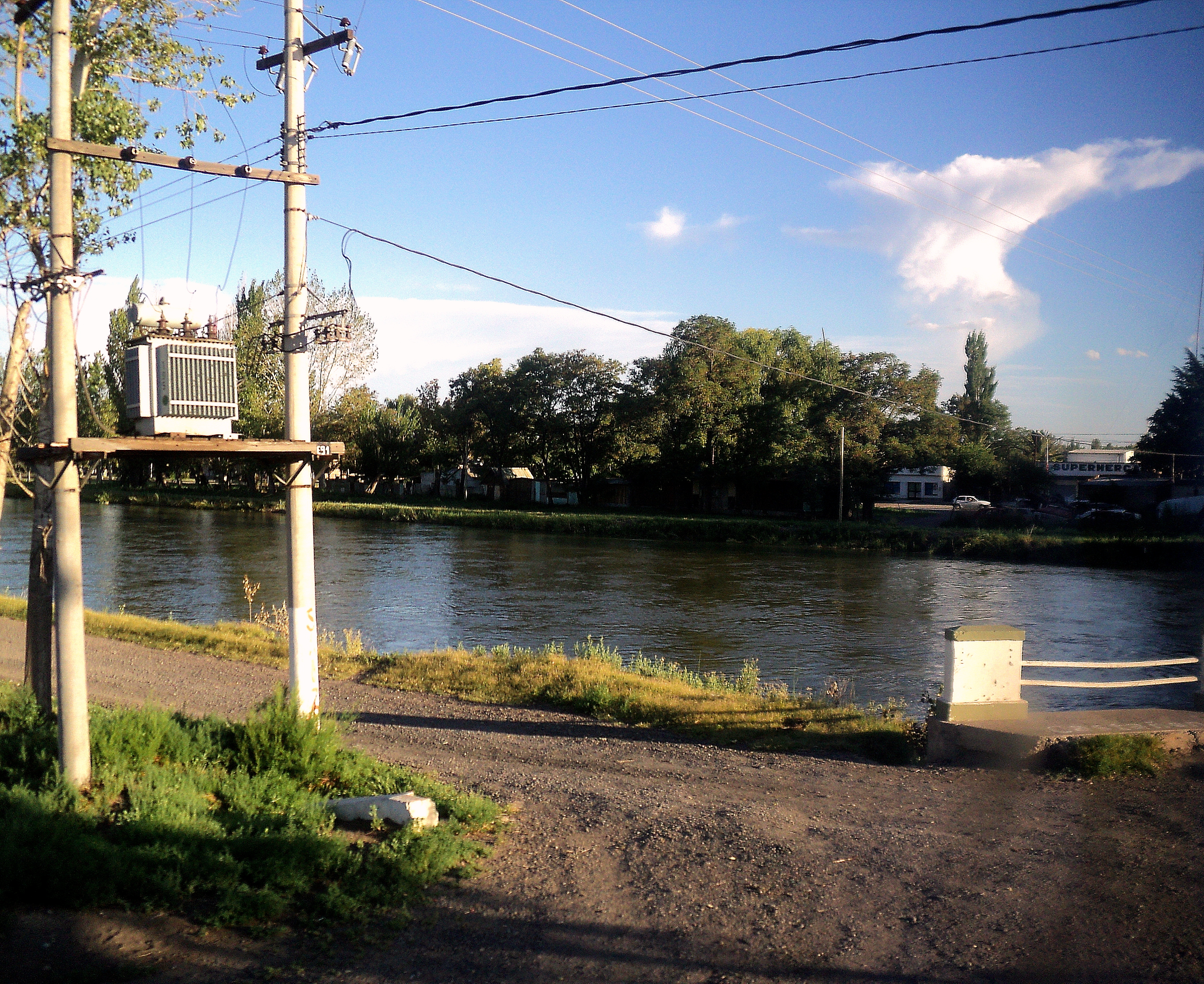
El pueblo sobre el río Neuquén.
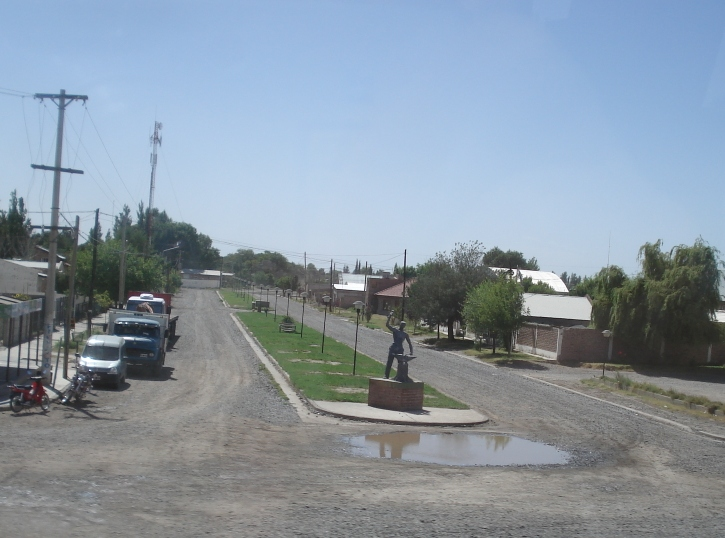
Monumento al ingreso de Barda del Medio.
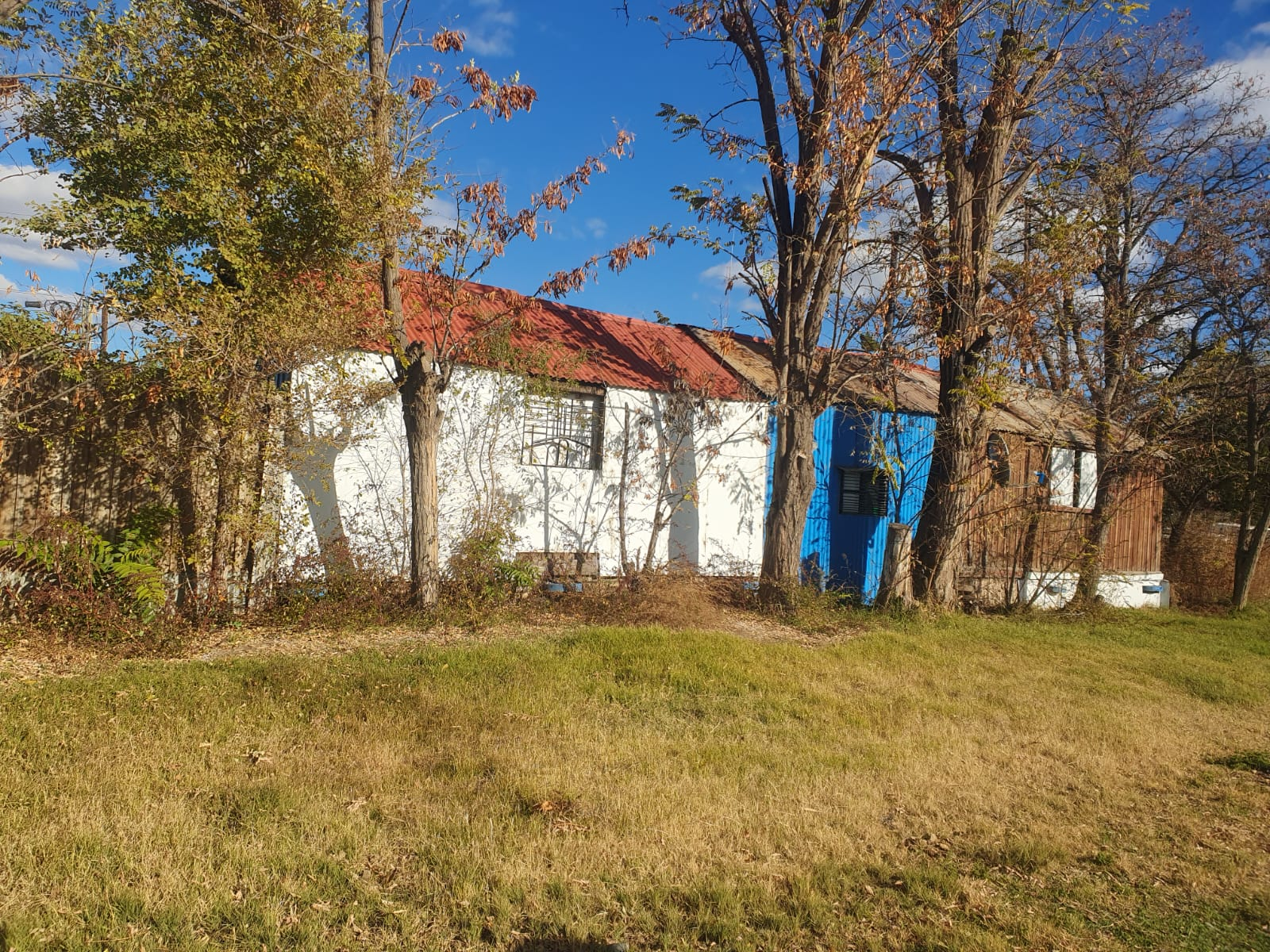
Estación de Ferrocarril de Barda del Medio (Km. 1218)

Barda del Medio comenzó como un asentamiento obrero a la margen del río Neuquén, inicialmente conocido también como el kilómetro 1218, su objetivo era la construcción de un medio para controlar las frecuentes crecidas del río Neuquén, a la vez que canalizar agua hacia nuevas tierras para poder hacerlas cultivables.
Si bien la primera idea de construir un dique en esta región, se remonta a la década de 1880, ningún trabajo se realizó en el lugar hasta el 1 de enero de 1910. 
Tras seis meses y medio en construcción, el Dique Ballester sorprendió al mundo con la inauguración del tramo ferroviario construido sobre su estructura. El evento tuvo lugar el 25 de junio de 1910, y , aunque la obra avanzó con velocidad, se interrumpió en 1915. Es por eso que, luego de retomar las tareas, el estreno formal del dique no se pudo organizar hasta 1918.  Incluso, si bien el sector carretero se habilitó en aquella época, los trabajos sobre los canales de riego se extendieron hasta 1931.
La afluencia de trabajadores extranjeros fue algo determinante en la construcción del dique y el futuro pueblo: alemanes, ingleses, portugueses, polacos, españoles, chilenos, bolivianos así como la llegada de gente de otras provincias desarrollo inicialmente a la localidad.
Muestra de esta multiculturalidad es una película 'El Mundial que nunca fue' basada en un cuento de Osvaldo Soriano que cuenta que en Barda del Medio se jugó el Mundial de fútbol suspendido por la guerra. Armaron equipos con los obreros, extranjeros, que trabajaban en el dique.
Pese a ser punta de riel por años el pueblo creció de manera vegetativa hasta nuestros días, perdida la llegada del ferrocarril en los años de la década de 1980 y levantando gran parte de las vías en la década del 2010 para convertir el área en una plaza.